# Tàngara de gorja taronja
La tàngara de gorja taronja (Wetmorethraupis sterrhopteron) és una espècie d'ocell de la família dels tràupids (Thraupidae) i única espècie del gènere Wetmorethraupis.

## Descripció
- Fa uns 17 cm de llarg.
- Cap, dors, cua i la major part de les ales de color negre, amb plomes terciàries, secundàries i cobertores alars de color blau violeta. Gola i pit taronja. Resta de les parts inferiors ocre.

## Hàbitat i distribució
Viu a la selva humida dels turons dels Andes del nord del Perú i zona limítrofa del sud-est de l'Equador.